# Hôtel de ville de Melun
L’hôtel de ville de Melun est un bâtiment du XIXe siècle situé à Melun, en France. Il accueille l’administration municipale.

## Situation et accès
L’édifice est situé au no 14 de la rue Paul-Doumer, au nord du centre-ville de Melun. Plus largement, il se trouve dans le département de Seine-et-Marne, en région Île-de-France.

## Histoire
Le projet de l’architecte Jean-Jacques Gilson est adopté par le conseil municipal de Melun en novembre 1844. Le chantier de construction aboutit en 1848 et une plaque millésimée est apposée le 14 juin.

## Structure
Seule la tourelle de l’ancien hôtel de Cens est préservée dans le nouvel édifice du XIXe siècle, bien que fortement remaniée.